# Dżamszid Amuzegar
Dżamszid Amuzegar, pers. جمشید آموزگار (ur. 25 czerwca 1923 w Estahbanie, zm. 27 września 2016 w Rockville) – irański polityk, premier Iranu w latach 1977–1978.

## Życiorys
Pochodził z inteligenckiej, zaangażowanej w irańskiej polityce rodziny; był jednym z trzech synów. Jego ojciec był dziennikarzem i politykiem, matka należała do pierwszych w historii Iranek, które odebrały oficjalne wykształcenie. Szkołę podstawową i średnią ukończył w Teheranie, szczególnie staranne wykształcenie odebrał w dziedzinie literatury. Podjął następnie studia na Uniwersytecie Teherańskim, równocześnie na kierunku technicznym i na wydziale prawa i nauk politycznych. Po dwóch latach wyjechał do USA, gdzie na Cornell University uzyskał kolejno licencjat w dziedzinie polityki społecznej i doktorat w dziedzinie zarządzania publiczną służbą zdrowia. Następnie uzyskał magisterium w dziedzinie inżynierii cywilnej na Uniwersytecie George’a Washingtona. W Stanach Zjednoczonych ożenił się, nie miał dzieci.
Po powrocie do Iranu w 1951 pracował przez osiemnaście miesięcy w Point Four, amerykańskiej organizacji zajmującej się rozwijaniem systemu ochrony zdrowia i usług publicznych w Iranie. Po zamachu stanu w Iranie w 1953 wstąpił do służby cywilnej jako dyrektor departamentu inżynierii w ministerstwie zdrowia, zaś w roku następnym został w nim podsekretarzem. W 1958 został ministrem pracy i pozostawał nim przez rok, znacząco przyczyniając się do gruntownej reformy irańskiego prawa pracy. Następnie pełnił obowiązki ministra rolnictwa, opracowując projekt reformy rolnej. Stracił stanowisko w momencie upadku rządu Manuczehra Eghbala. Wówczas przeszedł do pracy w sektorze prywatnym.
W latach 1971–1973 był głównym doradcą szacha Mohammada Rezy Pahlawiego w sprawach krajowego przemysłu naftowego i głównym irańskim negocjatorem w OPEC. Dzięki niemu rząd Iranu zacieśnił kontrolę nad wydobyciem ropy, uzyskał wiodącą pozycję w organizacji i znacząco zwiększył zyski z surowca.
W latach 1973–1974 był ministrem spraw wewnętrznych Iranu. W 1975 na szczycie państw członkowskich OPEC został wzięty jako zakładnik przez terrorystę Ilicha Ramíreza Sáncheza (Carlosa), razem z ministrem Arabii Saudyjskiej Zakim Jamanim; porywacz zwolnił obydwu po otrzymaniu wynoszącego 20 milionów dolarów amerykańskich.
W 1977 szach powierzył mu misję utworzenia gabinetu, dymisjonując ze stanowiska premier Amira Abbasa Howejdę, chociaż za bardziej prawdopodobnego kandydata uważany był bardziej liberalny w poglądach Huszang Ansari. Amuzegar uważany był za polityka proamerykańskiego i popieranego przez USA. W związku z trudnościami gospodarczymi Amuzegar wprowadził politykę oszczędności i ograniczenia inflacji. Jego działania doprowadziły jednak do wzrostu bezrobocia, a w rezultacie wzrosło niezadowolenie z powodu rządów szacha. Opozycyjne organizacje były przy tym przekonane, że mianowanie Amuzegara na premiera jest sygnałem dążeń szacha do liberalizacji systemu władzy.
Gdy w kraju rozpoczęły się protesty społeczne, które przerodziły się następnie w rewolucję, Amuzegar był przekonany, że były one efektem intryg niechętnego mu Howejdy. W rezultacie szach zdymisjonował go i 27 sierpnia 1978 powołał na premiera Dżafara Szarifa-Emamiego. Mohammad Reza Pahlawi wspominał następnie, że była to błędna decyzja, gdyż Amuzegar był „mądrym i bezstronnym doradcą”.